# Dag (Vorname)
Dag ist ein männlicher Vorname, der vor allem in Nordeuropa verbreitet ist.

## Herkunft und Bedeutung des Namens
Dag ist die nordische Kurzform von Namen mit dem Namensbestandteil Dag, mit der Bedeutung Tag.

## Namensträger
- Dag Terje Andersen (* 1957), norwegischer Politiker
- Dag Arnesen (* 1950), norwegischer Jazz-Pianist
- Dag Baehr (* 1965), deutscher Brigadegeneral
- Dag Bjørndalen (* 1970), norwegischer Biathlet
- Dag Bryn (1909–1991), norwegischer Psychologe und Politiker
- Dag Encke (* 1965), deutscher Biologe
- Dag Øistein Endsjø (* 1968), norwegischer Religionswissenschaftler
- Dag Jostein Fjærvoll (1947–2021), norwegischer Politiker
- Dag Fornæss (* 1948), norwegischer Eisschnellläufer
- Dag Hammarskjöld (1905–1961), schwedischer Politiker und Friedensnobelpreisträger
- Dag Hartelius (* 1955), schwedischer Diplomat
- Dag Nikolaus Hasse (* 1969), deutscher Arabist und Philologe
- Dag Olav Hessen (* 1956), norwegischer Biologe
- Dag Holmen-Jensen (* 1954), norwegischer Skispringer
- Dag Jensen (* 1964), norwegischer Musiker und Hochschullehrer
- Dag Kappes (* 1963), deutscher Chemiker
- Dag Erik Kokkin (* 1987), norwegischer Biathlet
- Dag Kolstad (* 1955), norwegischer Autor und Redakteur
- Dag-Alexis Kopplin, deutscher Popsänger
- Dag Otto Lauritzen (* 1956), norwegischer Radrennfahrer
- Dag Lerner (* 1960), deutscher DJ und Musiker
- Dag Malmberg (* 1953), schwedischer Schauspieler und Regisseur
- Dag Moskopp (* 1956), Mediziner und Neurobiologe
- Dag Magnus Narvesen (* 1983), norwegischer Jazz- und Improvisationsmusiker
- Dag Joakim Tedson Nätterqvist (* 1974), schwedischer Schauspieler und Sänger
- Dag Erik Pedersen (1959–2024), norwegischer Radrennfahrer und Journalist
- Dag-Ernst Petersen (1942–2025), deutscher Autor
- Dag Prawitz (* 1936), schwedischer Philosoph
- Dag Schjelderup-Ebbe (1926–2013), norwegischer Musikforscher und Komponist
- Dag Solstad (1941–2025), norwegischer Autor
- Dag Strpić (1946–2013), kroatischer Politikwissenschaftler
- Dag Szepanski (* 1943), schwedischer Fußballspieler
- Dag Inge Ulstein (* 1980), norwegischer Politiker
- Dag Krister Volle (1963–1998), schwedischer DJ und Musikproduzent
- Dag Wennlund (* 1963), schwedischer Speerwerfer
- Dag Wirén (1905–1986), schwedischer Komponist